# كورا بيرل
كورا بيرل (ديسمبر 1836 - 8 يوليو 1886) هي كانت محظية إنجليزية، أشتهرت في فترة الإمبراطورية الفرنسية الثانية.